# Mučedníci v Cirtě
Mučedníci v Cirtě byla skupina 5 křesťanů umučených za svou víru v Cirtě v provincii Numidie. Dále s nimi byla žena a její dvě děti, jejich jména nejsou známá.
- Agapius
- Antonie
- Emilián
- Secundinus
- Tertula

Jejich svátek se slaví 29. dubna.